# Peșteana, Hunedoara
Peșteana (maghiară Nagypestény) este un sat în comuna Densuș din județul Hunedoara, Transilvania, România.

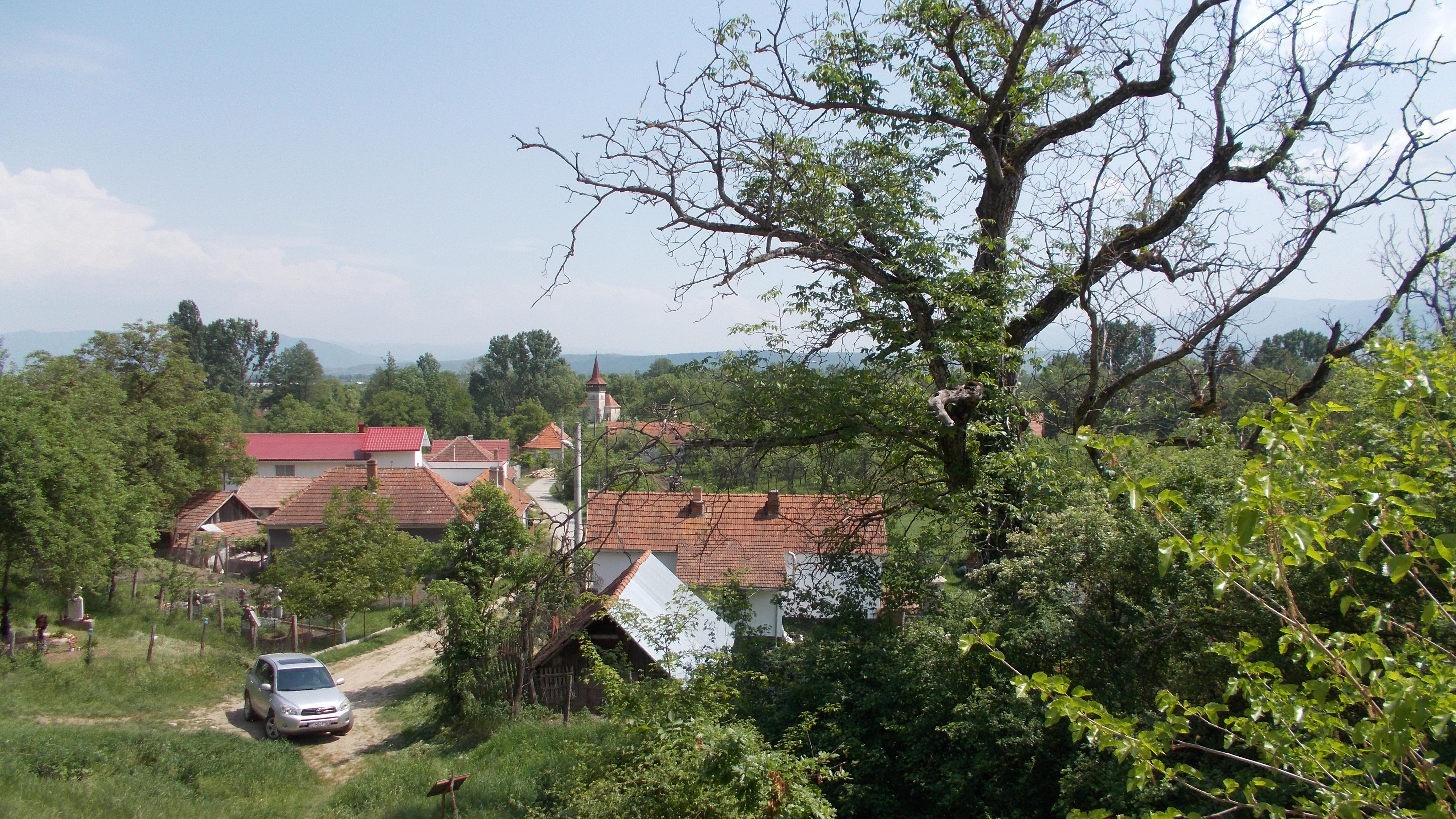
Imagine din sat

## Lăcașuri de cult
Biserica „Pogorârea Sfântului Duh", datând din sec.XIV, este una dintre cele mai vechi biserici românești de zid din sudul Transilvaniei. De plan dreptunghiular, cu cor pătrat și absidă semicirculară, cu turn-clopotniță pe latura de vest, ea păstrează fragmente de pictură murală, în interior și pe fațade. A fost afectată de transformări în 1924.

## Obiective turistice
- Biserica Pogorârea Sfântului Duh din Peșteana
- Biserica reformată din Peșteana
- Rezervația naturală „Mlaștina Peșteana” (2 ha).
- Geoparcul Dinozaurilor „Țara Hațegului”
- Muzeul satului hațegan
- Măgureaua

## Imagini

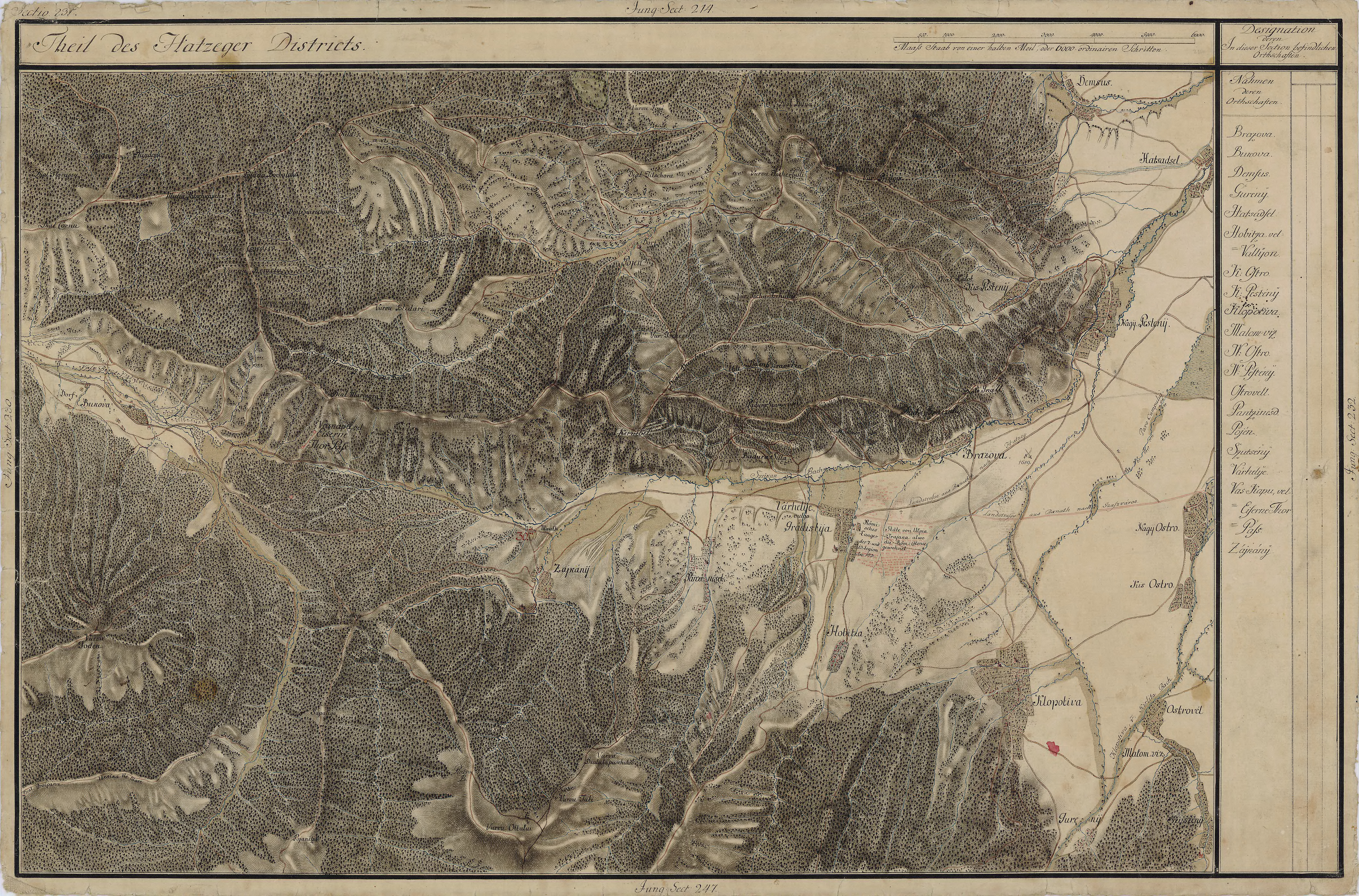
Peșteana în Harta Iosefină a Transilvaniei, 1769-1773
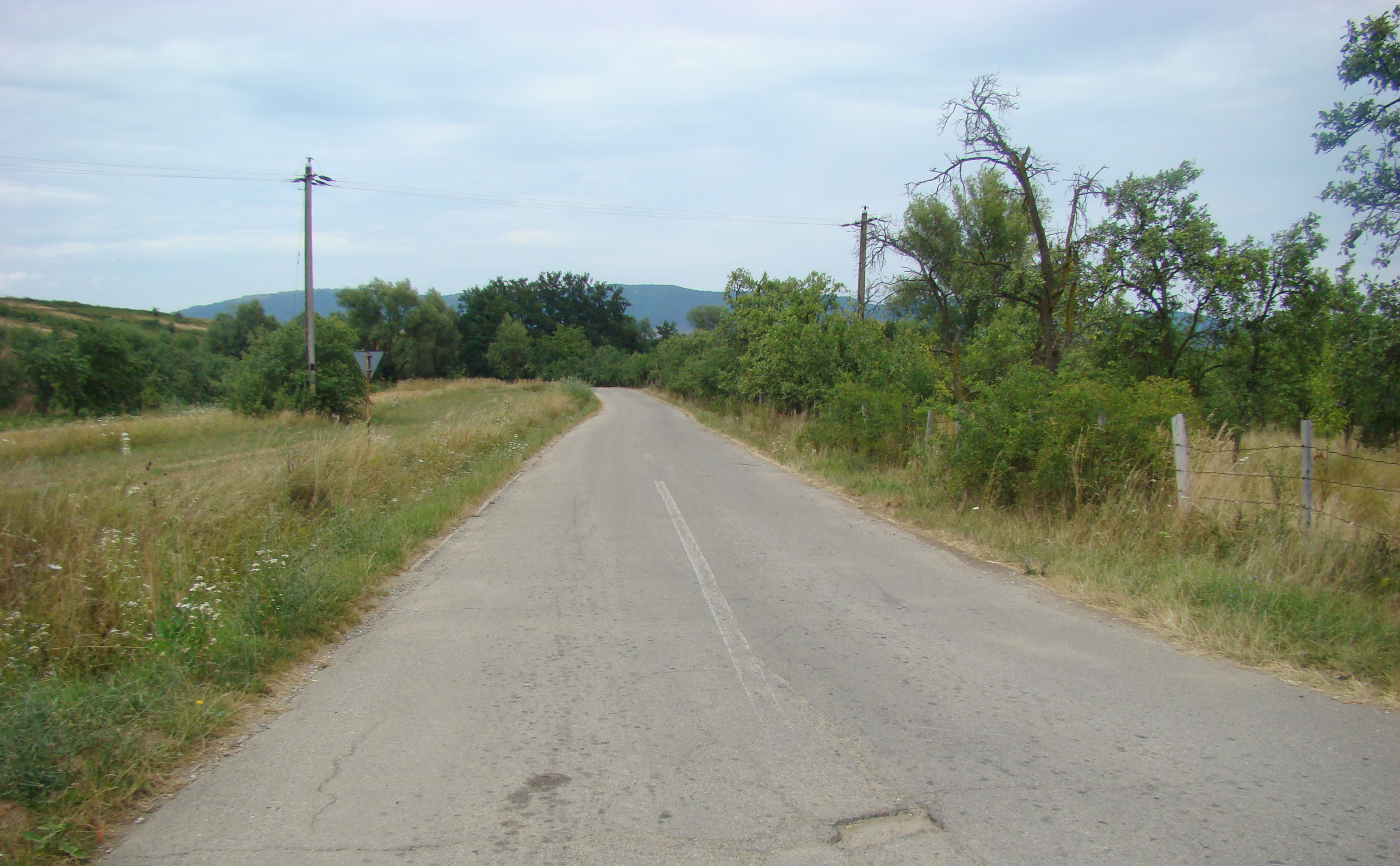
Drumul Densuș-Peșteana
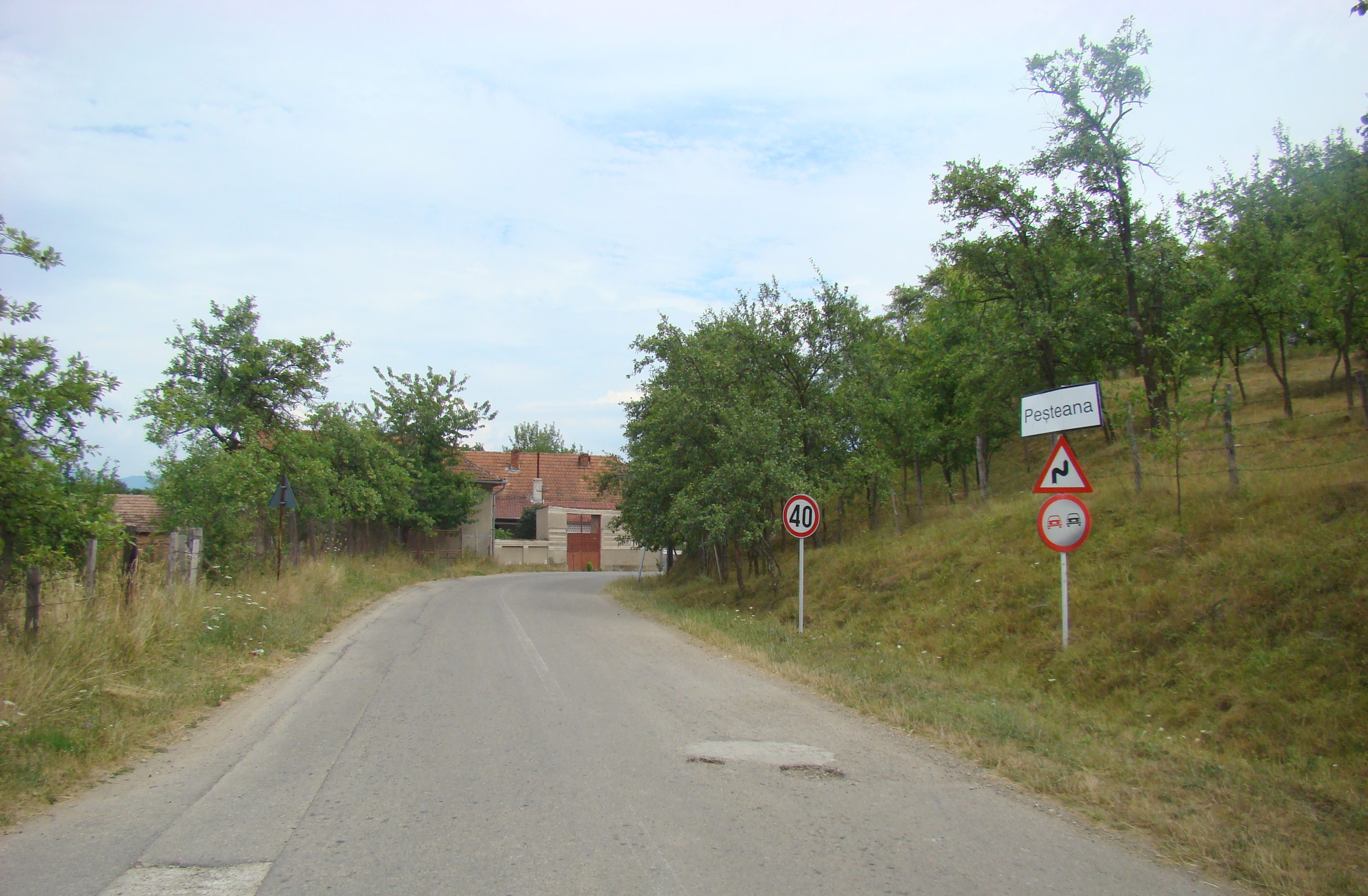
Intrarea în localitate
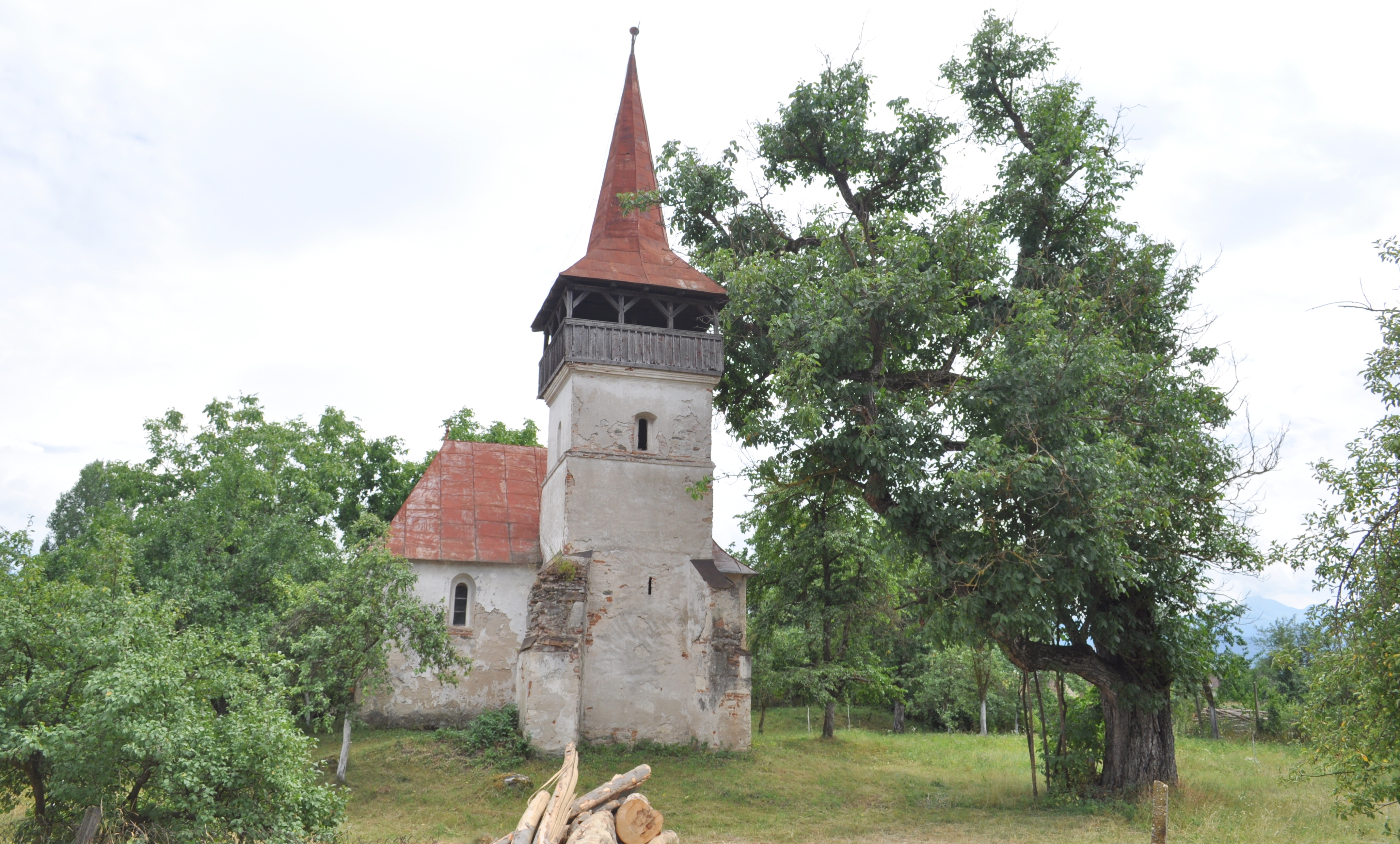
Biserica reformată (monument istoric)
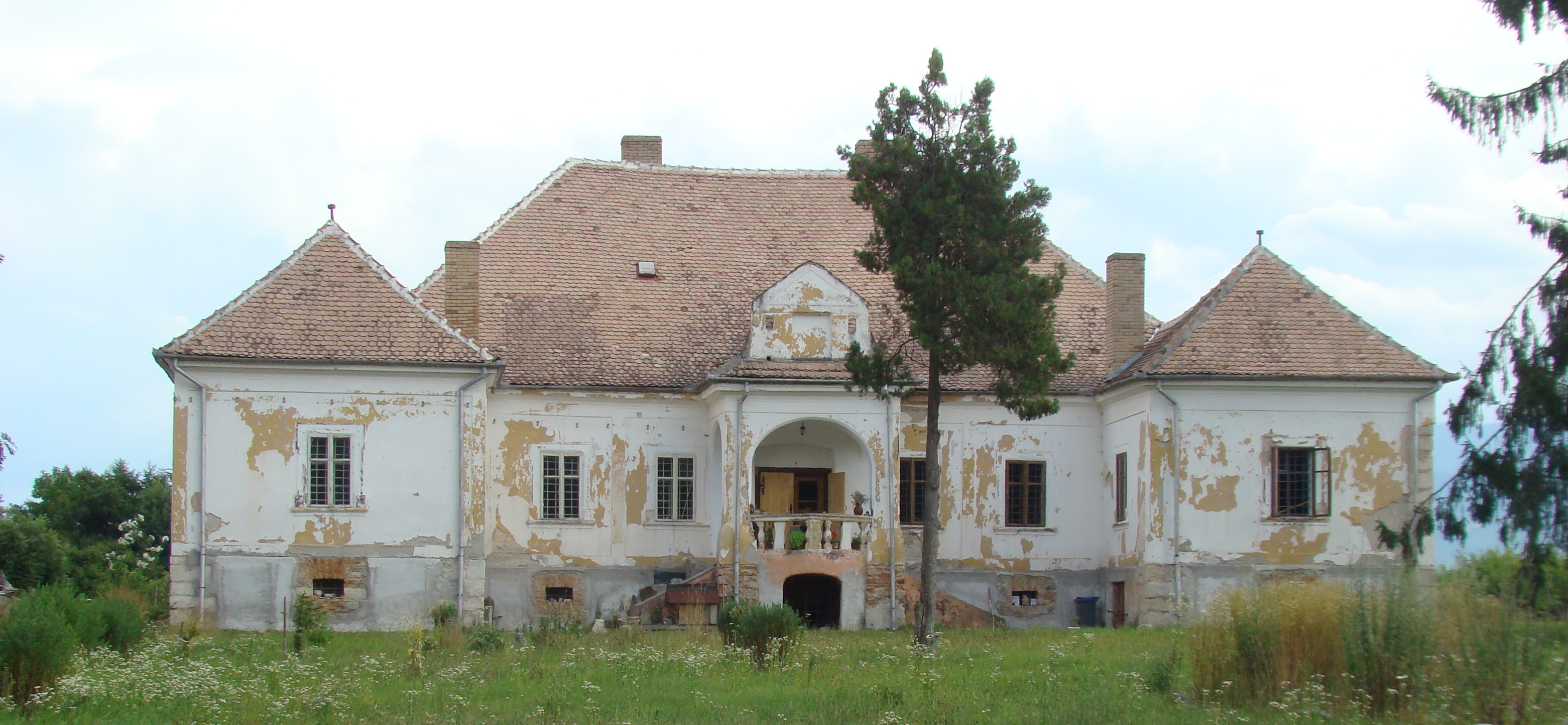
Casa Alexe Breasovay (monument istoric)
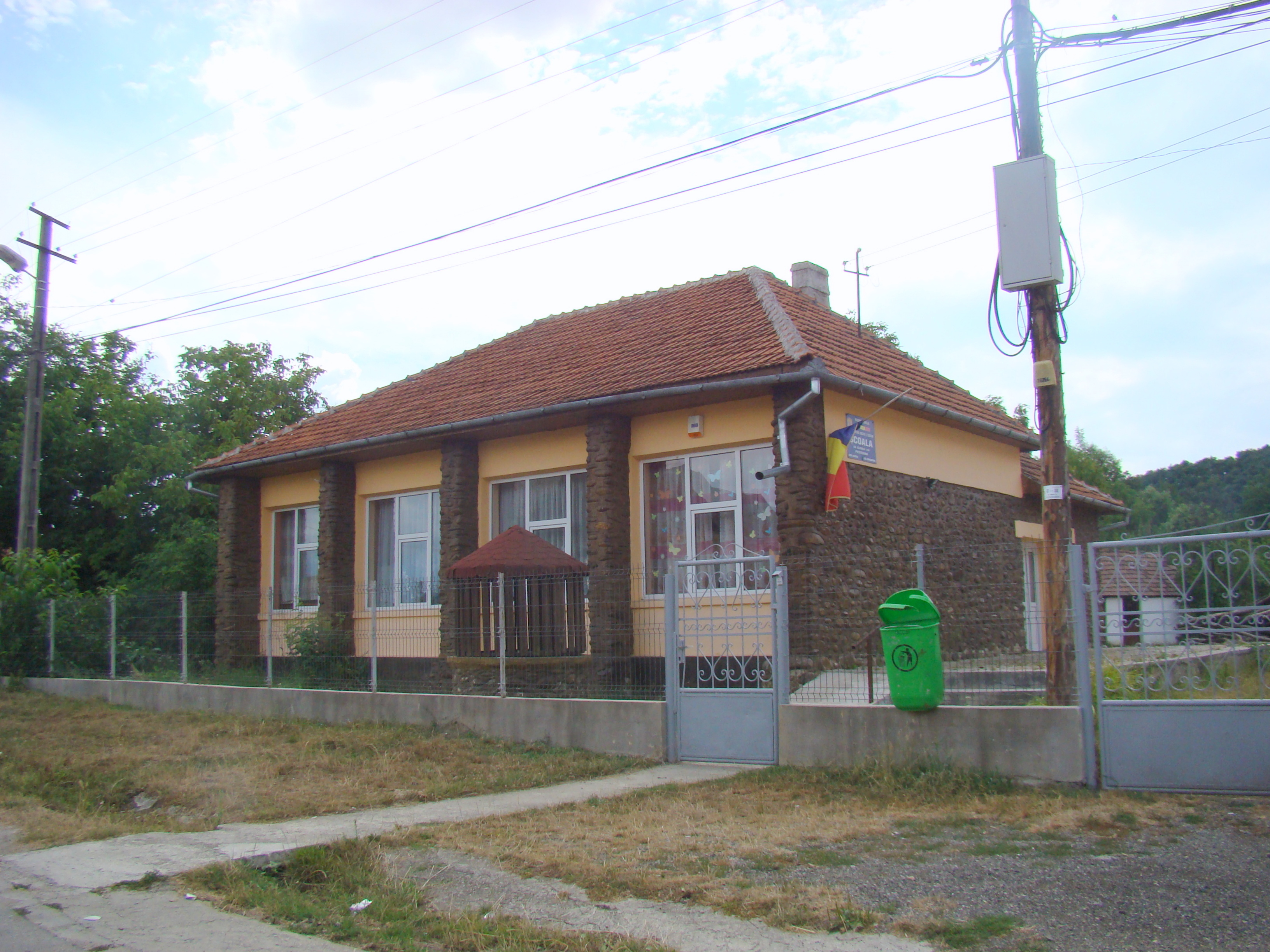
Școala
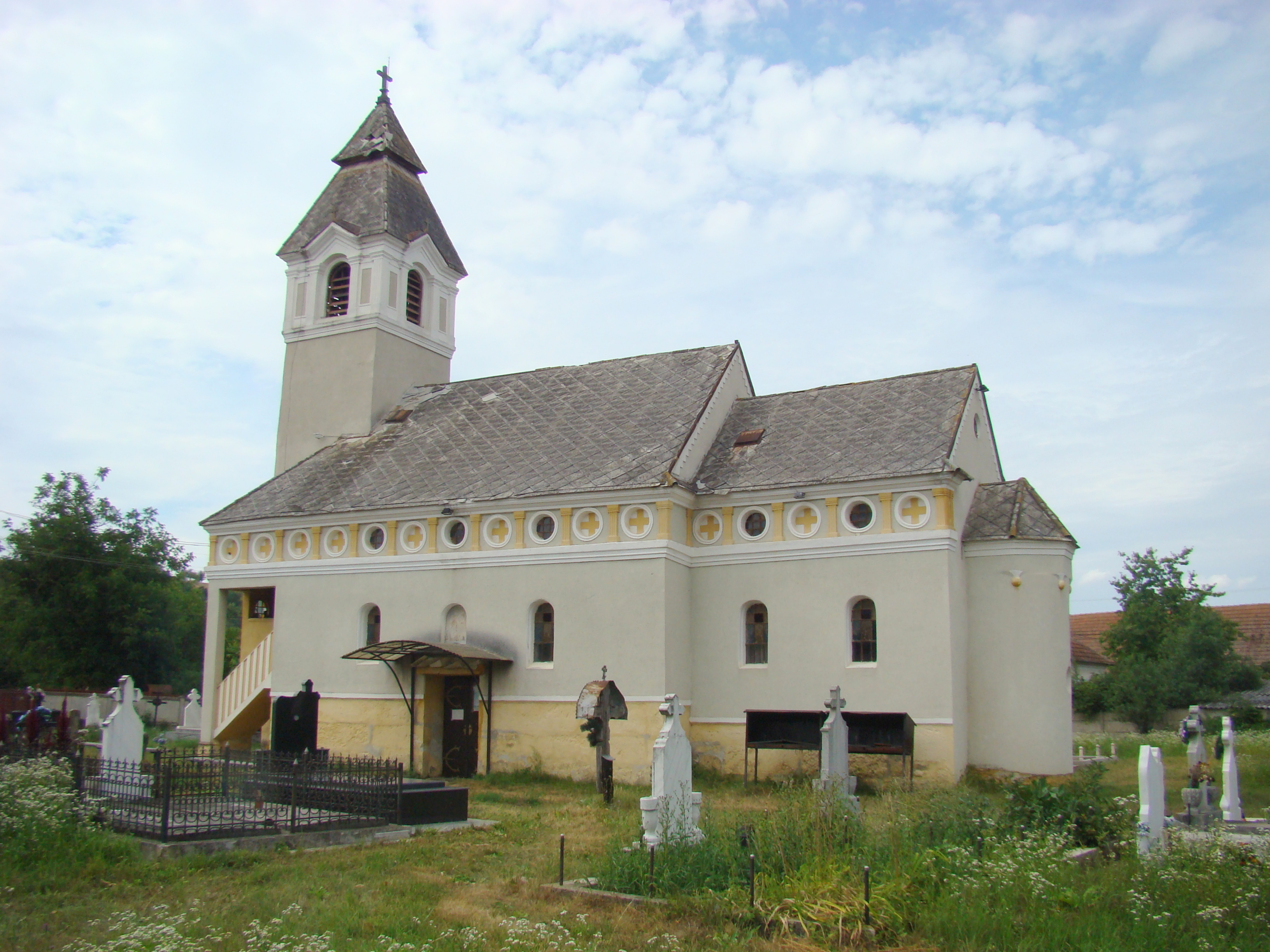
Biserica Pogorârea Sfântului Duh (monument istoric)
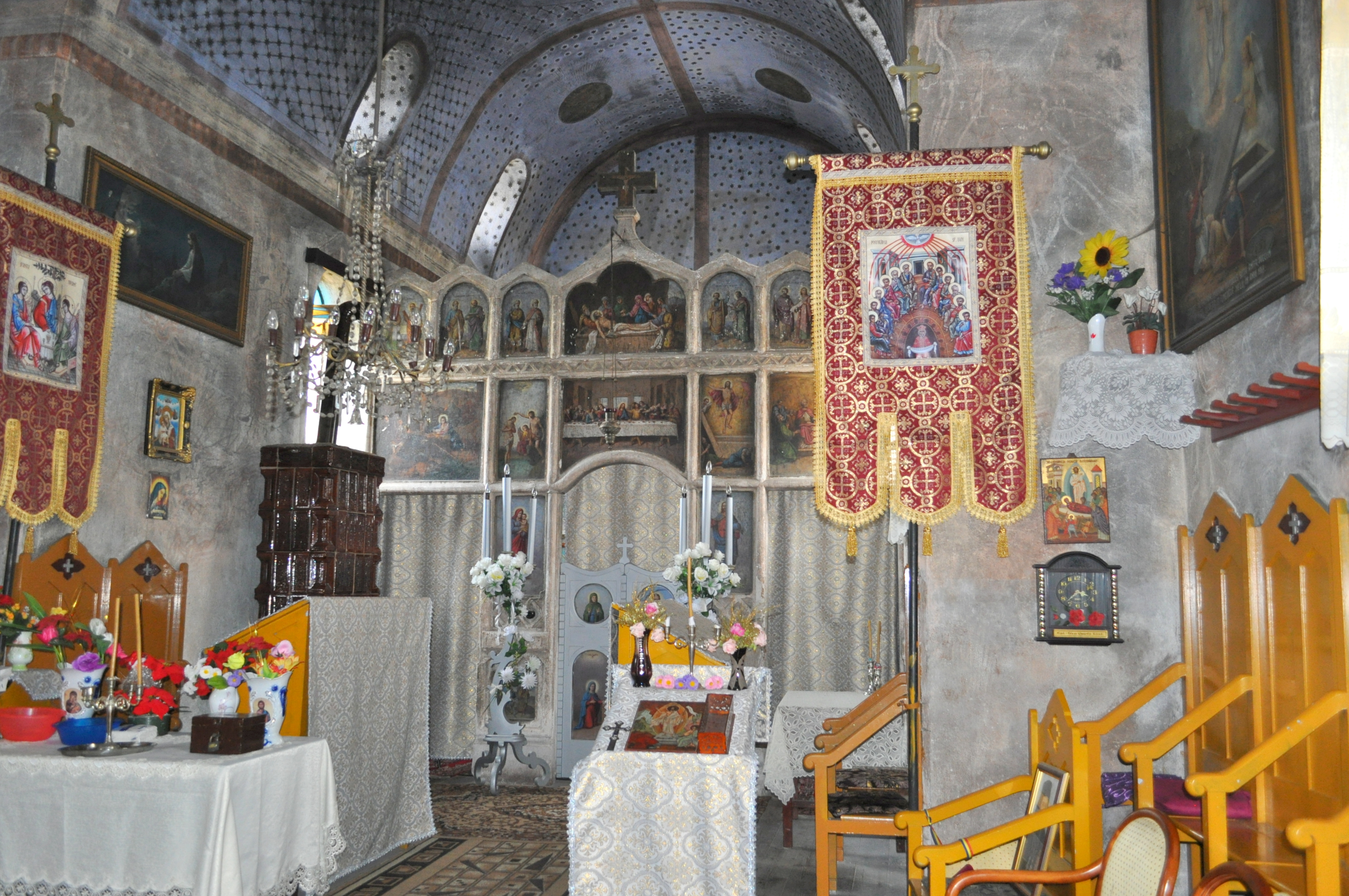
Biserica Pogorârea Sfântului Duh (monument istoric)
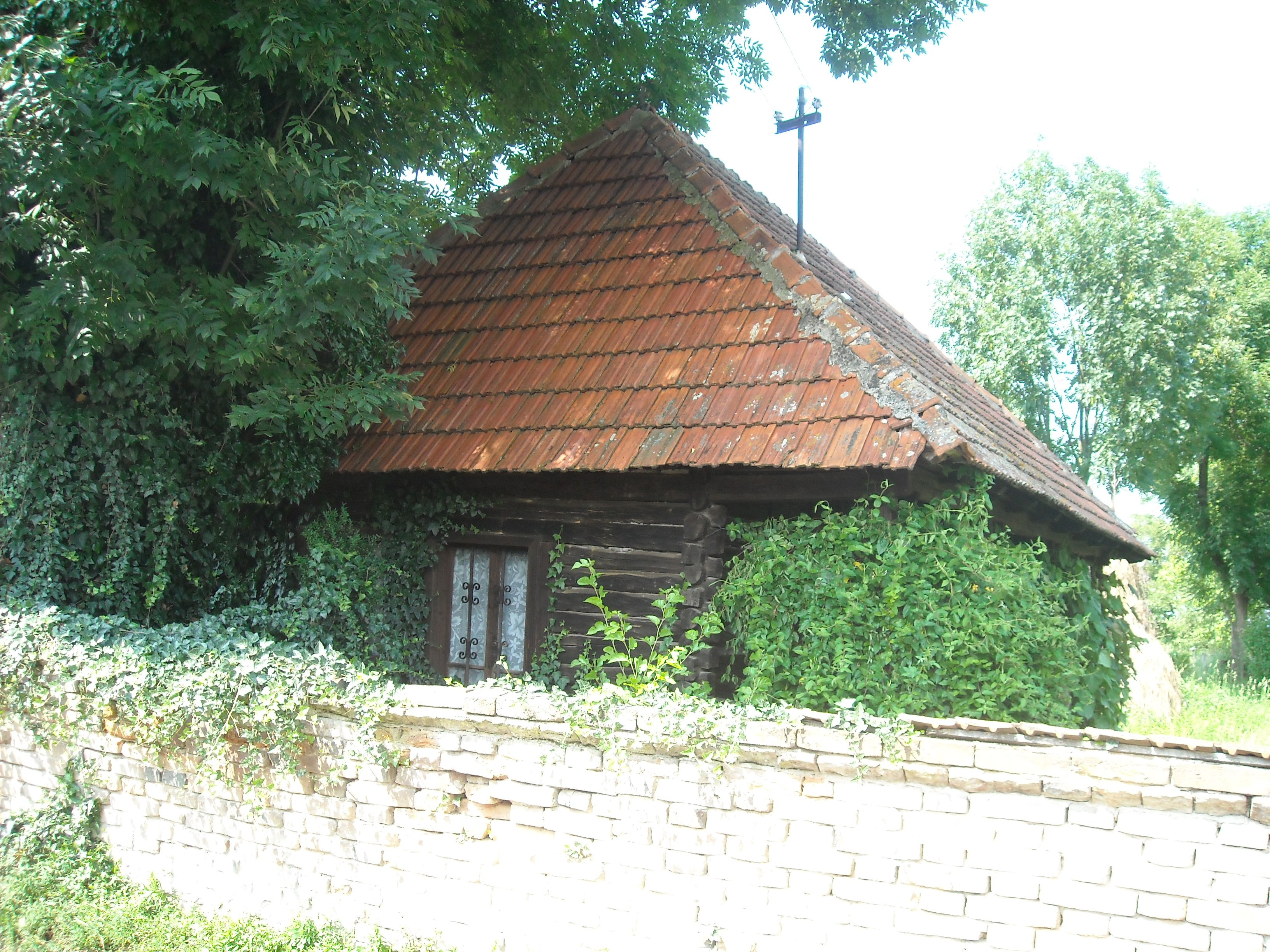